# Etapa Națională 2024
La seconda edizione di Etapa Națională (lett. "Selezione nazionale") si è svolta il 17 febbraio 2024 e ha selezionato il rappresentante della Moldavia all'Eurovision Song Contest 2024 a Malmö.
La vincitrice è stata Natalia Barbu con In the Middle.

## Organizzazione
L'emittente pubblica TeleRadio Moldova (TRM) ha confermato la partecipazione della Moldavia all'Eurovision Song Contest 2024 il 13 giugno 2023. Il successivo 22 novembre, l'emittente ha confermato l'organizzazione di Etapa Națională per la selezione del proprio rappresentante eurovisivo. Nel medesimo giorno gli artisti interessati hanno potuto inviare le proprie proposte entro il 22 dicembre 2023, con la condizione che fossero cittadini moldavi.
La selezione è stata suddivisa in due fasi: una giuria di esperti ha selezionato tra i 51 aspiranti i 32 partecipanti che avrebbero preso parte alle audizioni, che sono stati successivamente scremati a 11 per la finale televisiva. Durante la serata finale, i risultati sono stati decretati da una combinazione di voto della giuria e televoto.

### Giuria
La giuria delle audizioni dal vivo è stata composta da:
- Elena Stegari, direttrice del reparto televisivo di TRM;
- Andrei Zapşa, vicedirettore generale per lo sviluppo di TRM;
- Lidia Isac, cantante e rappresentante della Moldavia all'Eurovision Song Contest 2016;
- Paul Gămurari, presidente dell'Unione dei Compositori e Musicologi della Repubblica di Moldava
- Liviu Știrbu, paroliere.

## Partecipanti
Il 26 dicembre 2023 una giuria ha selezionato, fra le 51 proposte, i 32 che avrebbero partecipato alla audizioni in programma il 13 gennaio 2024. Fra gli artisti figurano tre rappresentanti eurovisivi moldavi: Natalia Barbu (2007), Aliona Moon (2013) e Denis Midone (Junior 2012).
Il successivo 27 ottobre TRM ha annunciato il ritiro dalla competizione del duo composto da Aliona Moon feat. Milla. Il 10 gennaio 2024 i Vovi Robian hanno annunciato il loro ritiro dalla competizione a causa di problemi di salute di uno dei componenti del gruppo. Il 13 gennaio Oleg Spînu è stato squalificato per aver non utilizzato una base strumentale durante le audizioni.
Il 13 gennaio 2024 si sono tenute le audizioni dal vivo, dove una giuria composta da cinque membri ha selezionato gli 11 artisti ammessi alla finale televisiva. La classifica completa delle audizioni dal vivo è stata resa nota il successivo 17 gennaio.
| #  | Artista                 | Titolo                           | Lingua          | Compositori | Punti | Posizione |
| -- | ----------------------- | -------------------------------- | --------------- | --- | ----- | --------- |
| 1  | Maria Ciolac            | Break Free                       | Inglese         | Linda Persson, Ylva Persson | 35    | 21        |
| 2  | DPSTP                   | Rise Up                          | Inglese         | DPSTP | 28    | 27        |
| 3  | Oliv Sky                | Another Universe                 | Inglese         | Cristian Condrea, Rodica Olișevschi | 36    | 16        |
| 4  | Victor Gulick           | Fever                            | Inglese         | Victor Gulick | 41    | 8         |
| 5  | Formația Vele           | Carnaval                         | Rumeno          | Mariana Craveț, Veaceslav Daniliuc | 34    | 24        |
| 6  | Sasha Bognibov          | Married to Twins                 | Inglese         | Jacob Jonia, Sasha Bognibov | 5     | 29        |
| 7  | Denis Midone            | Back to Me                       | Inglese         | Alexandr Misiura, Denis Midone, Mustaf Keita, Stelian Savu                                                                             | 37    | 15        |
| 8  | Y-Limit                 | Revolution                       | Inglese         | Roman Lupu, Siarhei Panamarou | 40    | 11        |
| 9  | Oliv Sky                | Loud and Clear                   | Inglese         | Artur Corcodel, Dan Iacovlev, Rodica Olișevschi                                                                                        | 34    | 25        |
| 10 | Victor Lozinsky         | Dirty Wind/Joker and Harley Move | Inglese         | Victor Lozinsky | 30    | 26        |
| 11 | Tudor Bumbac            | Tudorel                          | Rumeno          | Tudor Bumbac | 21    | 28        |
| 12 | Laura                   | Spune-mi                         | Rumeno          | Ioana Codrean, Marinela Mihalachi, Pavel Malîșev                                                                                       | 35    | 22        |
| 13 | Poli                    | Lui                              | Rumeno          | Alina Zbancă, Marian Stârcea | 36    | 17        |
| 14 | Iulia Teleucă           | Runaway                          | Inglese         | Eugen "Natan" Doibani | 50    | 3         |
| 15 | Viola Julea             | Light Up!                        | Inglese         | Ecaterina Sanalatii, Viola Julea | 43    | 6         |
| 16 | Sasha Letty             | DNA                              | Inglese         | Jacob Jonia | 40    | 10        |
| 17 | Max Cara                | Broke the Chain                  | Inglese         | Maxim Crasnicov, Pavel Malîșev | 38    | 12        |
| 18 | Reghina Alexandrina     | Contrasens                       | Rumeno          | Dīmītrī Stassos, Eugen "Natan" Doibani, Reghina Alexandrina, Rickard Bonde Truumeel, Nikos Sofīs                                       | 42    | 7         |
| 19 | Valleria                | Rule (Rai Di Ri Di)              | Inglese, rumeno | Valeria Condrea | 36    | 19        |
| 20 | Natalia Barbu           | In the Middle                    | Inglese         | Khris Richards, Natalia Barbu | 58    | 1         |
| 21 | Anna Gulko              | Perfect Place                    | Inglese         | Anna Gulko | 36    | 20        |
| 22 | OL                      | No Time No Space                 | Inglese         | Denis Nazarov | 45    | 5         |
| 23 | Cătălina Solomac        | Fever                            | Inglese         | Jonas Gladnikoff, Shawn Myers | 46    | 4         |
| 24 | Anna G                  | Ay ay ay                         | Spagnolo        | Anna Grosu | 38    | 13        |
| 25 | Valeria Pasha           | Anti-Princess                    | Inglese         | Andrei Vulpe, Iana Bavelskaia, Ilya Iakovet, Iuliana Parfeni, Ivan Luca, Lilian Dobândă, Maxim Crasnicov, Pasha Parfeni, Valeria Pasha | 52    | 2         |
| 26 | Oleg Spînu              | Jungle                           | Inglese         | Jonas Gladnikoff, Shawn Myers | —     | —         |
| 27 | Y-Limit                 | What's the Fun                   | Inglese         | Roman Lupu | 38    | 14        |
| 28 | Nicoleta Sava           | Bravo                            | Inglese         | José Juan Santana, Rafael Artesero | 40    | 9         |
| 29 | Nino                    | Up Again                         | Inglese         | Sergiu Cristian Baba | 35    | 23        |
| 30 | Valleria                | Run                              | Inglese         | Mark Stam, Valeria Condrea | 36    | 18        |
| —  | Aliona Moon feat. Milla | Obosit                           | Rumeno          | Aliona Munteanu, Milla Danilceac | —     | —         |
| —  | Vovi Robian             | Robotul Vovi                     | Rumeno          | Vladimir Ciubotaru | —     | —         |

## Finale
La finale si è svolta il 17 febbraio 2024 presso lo Studio 1 di TRM a Chișinău. L'ordine d'esibizione è stato reso noto il 17 gennaio 2024.
Durante la serata si sono esibiti il gruppo musicale rumeno Holograf.
A vincere il voto della giuria e il televoto sono state rispettivamente Natalia Barbu e Valeria Pasha, portando a un pareggio; tuttavia, in accordo con il regolamento del concorso, Natalia Barbu è stata proclamata vincitrice avendo ottenuto il maggior numero di punti da parte della giuria.
| #  | Artista             | Titolo           | Punteggio | Punteggio | Punteggio | Punteggio | Punteggio | Posizione |
| #  | Artista             | Titolo           | Giuria    | Giuria    | Televoto  | Televoto  | Totale    | Posizione |
| -- | ------------------- | ---------------- | --------- | --------- | --------- | --------- | --------- | --------- |
| 1  | Nicoleta Sava       | Bravo            | 22        | 5         | 211       | 3         | 8         | 7         |
| 2  | Valeria Pasha       | Anti-Princess    | 43        | 10        | 4 771     | 12        | 22        | 2         |
| 3  | Reghina Alexandrina | Contrasens       | 19        | 3         | 294       | 6         | 9         | 6         |
| 4  | Viola Julea         | Light Up!        | 21        | 4         | 285       | 5         | 9         | 5         |
| 5  | OL                  | No Time No Space | 26        | 6         | 107       | 1         | 7         | 8         |
| 6  | Sasha Letty         | DNA              | 12        | 2         | 233       | 4         | 6         | 9         |
| 7  | Natalia Barbu       | In the Middle    | 60        | 12        | 2 421     | 10        | 22        | 1         |
| 8  | Y-Limit             | Revolution       | 7         | 0         | 147       | 2         | 2         | 10        |
| 9  | Cătălina Solomac    | Fever            | 29        | 7         | 905       | 7         | 14        | 4         |
| 10 | Victor Gulick       | Fever            | 11        | 1         | 76        | 0         | 1         | 11        |
| 11 | Iulia Teleucă       | Runaway          | 40        | 8         | 2 178     | 8         | 16        | 3         |